# MEBEA
ΜΕΒΕΑ — греческий производитель лёгких грузовиков, легковых автомобилей, мотоциклов, мопедных двигателей, сельскохозяйственных машин и велосипедов.

## Деятельность
ΜΕΒΕΑ была основана в Афинах в 1960 году слиянием двух фирм, собиравших мотоциклы с 1954 года, аббревиатура расшифровывается, как Μεσογειακαί Επιχειρήσεις Βιομηχανίας, Εμπορίου και Αντιπροσωπειών (Мессогиакаи Эпихейрисейс Биомеханиас, Эмпориоу каи Антипросопейон — Средиземноморские предприятия промышленности, торговли и представительств). Фирма выросла до значимого греческого предприятия с двумя заводами на севере Афин.

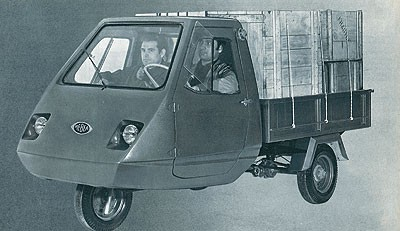
Маленький, но тяговитый: MEBEA ST150 (1970)

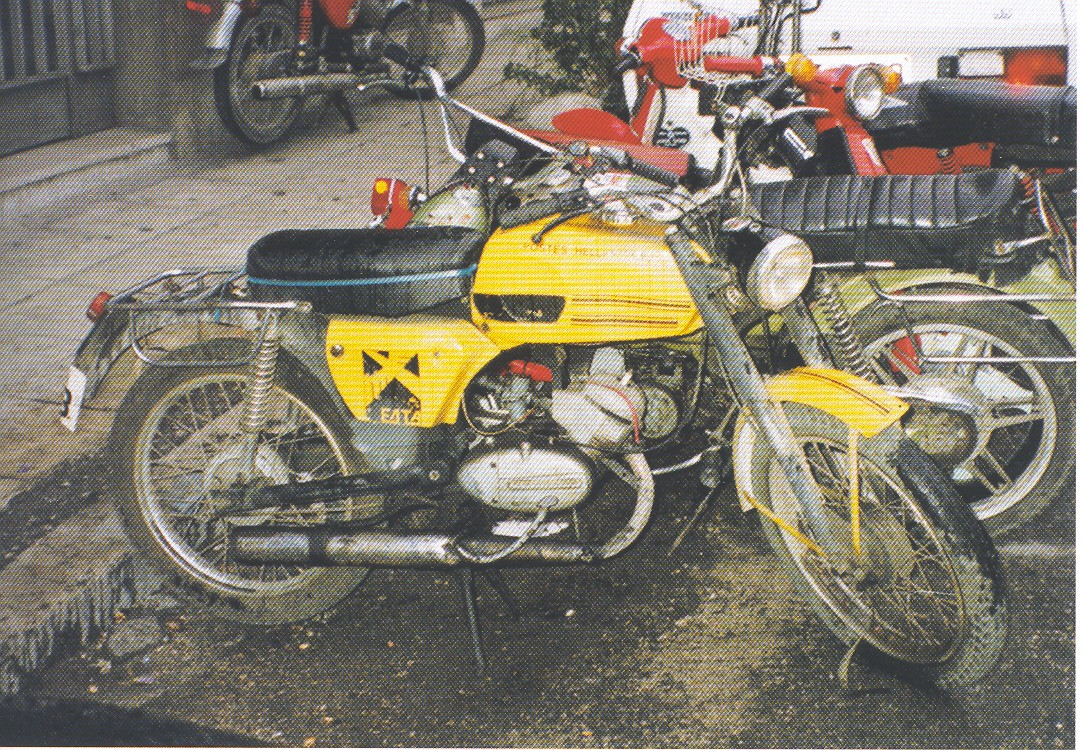
MEBEA Hermes (1970). Использовался греческой почтой.

Самой удачной продукцией были лёгкие трёхколёсные грузовички с 50-кубовыми двигателями Zündapp, которые стали обычным явлением по всей стране на три десятилетия и экспортировались (в пассажирском и грузовом вариантах) на рынки Африки и Азии. Мопеды и мотоциклы (модели Junior, Apollon Hermes) в основном шли как с двигателями Zündapp, так и с собственными фирмы MEBEA (выпускаемыми по лицензии Minarelli), и использовались, помимо прочего, греческой почтой и организациями телекоммуникаций.
Помимо вышеупомянутых моделей собственной разработки (технологии ΜΕΒΕΑ использовались другим греческим мотопроизводителем — Mego), фирма сотрудничала с британской Reliant, начав лицензионное производство более тяжёлого трёхколёсного грузовика TW9 в 1970 году (используя 1.2-литровый двигатель Triumph) и трёхколёсного легкового автомобиля Robin в 1974, в то время, как автомобиль MEBEA Fox был представлен, как совместная разработка.
Помимо моторных транспортных средств, описанных выше, MEBEA выпускала мопедные двигатели (итальянской разработки) для более лёгких моделей, в том числе на экспорт, также работал велосипедный отдел, выпускающий ряд моделей велосипедов.

## Разработка и неудача моделиFox
В 1979 году MEBEA представила лёгкий утилитарный автомобиль Fox, идя в ногу с тогдашней греческой «модой», как аналог моделей Pony фирмы Namco, и Farma фирмы MAVA-Renault, и других более поздних моделей. Изначально прототип Фокса был разработан и построен самой MEBEA на модифицированном шасси Reliant Kitten, но окончательная разработка была сертифицирована, как совместная с Reliant, с целью обойти трудности, связанные с греческим законодательством о разрешении производства «пассажирских машин».
Компания столкнулась с проблемами в начале 1980-х, когда азиатские рынки были потеряны, но финальный крах наступил, когда греческие законы перестали 'поддерживать' лёгкие пассажирские утилитарные машины, по существу убив Fox (и вместе с ним ещё полдюжины аналогичных греческих машин), которых к тому времени продали около 3000 штук. В 1983 производство Фокса было завершено (зато началось в Великобритании, фирмой Reliant), и вскоре MEBEA, компания, с широким ассортиментом лёгких машин и ставшая почти частью греческой культуры, прекратила существование.

## Модели

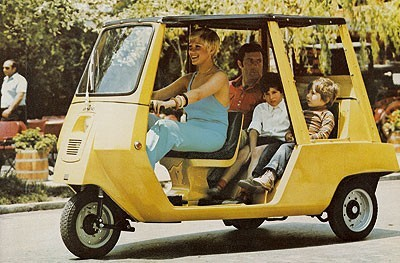
Ещё одна модель для Азии: MEBEA Bingo (1972)

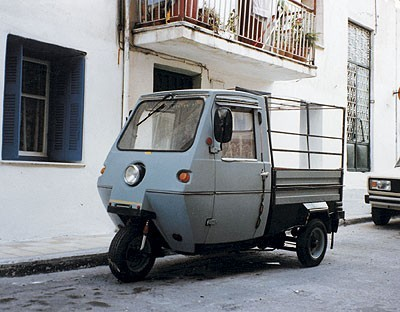
Греческая рабочая лошадка: MEBEA 206 (1977)

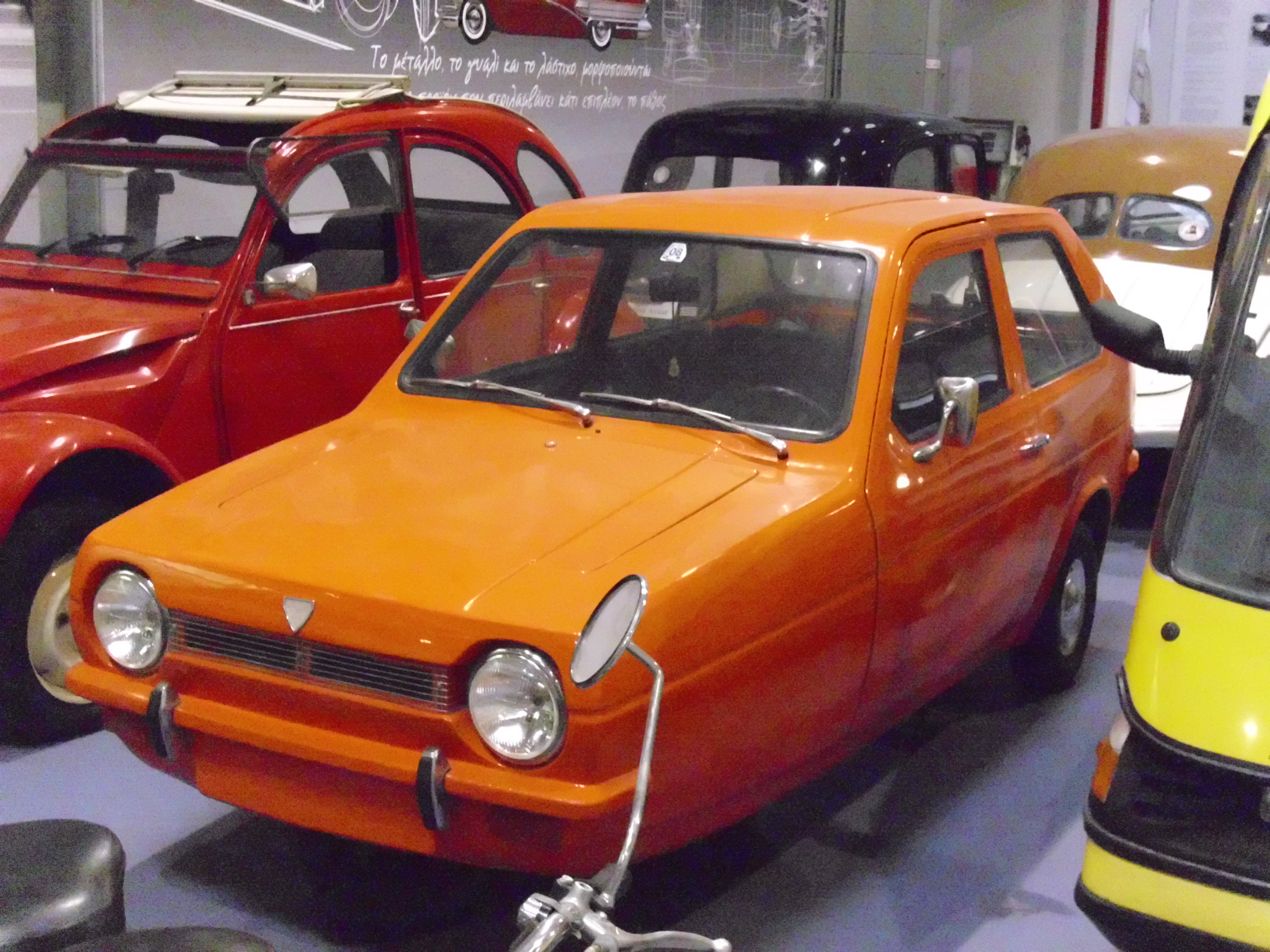
MEBEA Robin (1974—1978)

Это список основных моделей моторизованных транспортных средств фирмы MEBEA.

### Сельскохозяйственная техника
- AT-36 шагающий трактор с двигателем Sachs, выпускаемый в 1965—1967 гг.

### Мотоциклы
Выпускалось несколько моделей, включающих:
- Sport и Super Sport 50-кубовые мотоциклы, выпускаемые с 1961 по 1970.
- 50-Zundapp 50-кубовый мотоцикл (на базе модели Zundapp), выпускаемый с середины 1960-х по начало 1970-х.
- Hermes 50-кубовый мотоцикл, выпускаемый много лет с 1970.
- Apollon 50-кубовый мотоцикл на базе Hermes, выпускаемый много лет с 1970.
- Komet 50-кубовый мотоцикл.
- Junior, одна из несколькиз 50-кубовых моделей, выпускаемая много лет с 1972.
- Europino серия 50-кубовых мопедов (по лицензии итальянского Motron) выпускался в 1974—1982.

### Лёгкие трёхколёсные грузовики (с «мотоциклетным» управлением)
- Первое поколение, выпускавшееся в больших количествах, доступное с кабиной и без, 1962—1974.
- Второе поколение, доступное с кабиной и без, 1974—1977.
- Третье поколение (модель 206), выпускавшееся в больших количествах, доступное с кабиной и без, 1977—1983.
- FL, лёгкий грузовик с багажником спереди, выпускался на экспорт в Азию, 1971.

### Трёхколёсные грузовики(с «автомобильным» управлением)
- ST150 лёгкий грузовик грузоподъёмностью 300 кг, 1970—1977.
- Reliant 1200/TW 9B грузовик грузоподъёмностью 800 кг (лицензия Reliant), 1970—1976.

### Лёгкие трёхколёсные лекговые машины (с «мотоциклетным» управлением)
- Bingo, впускался на экспорт для Азии (собирался в Индонезии и Пакистане), появился в 1972.

### Легковые автомобили
- Reliant Robin трёхколёсный автомобиль (лицензия Reliant), 1974—1978.
- Fox утилитарный легковой автомобиль (на базе прототипа MEBEA и разработанный совместно с Reliant), 1979—1983.